# Prnjavor (Batočina)
Pour les articles homonymes, voir Prnjavor.
Prnjavor (en serbe cyrillique : Прњавор) est un village de Serbie situé dans la municipalité de Batočina, district de Šumadija. Au recensement de 2011, il comptait 166 habitants.

## Démographie
| 1948 | 1953 | 1961 | 1971 | 1981 | 1991 | 2002 | 2011 |
| ---- | ---- | ---- | ---- | ---- | ---- | ---- | ---- |
| 376  | 357  | 335  | 292  | 262  | 211  | 186  | 166  |

|  |